# Hong Kong en los Juegos Olímpicos de Helsinki 1952
Hong Kong estuvo representado en los Juegos Olímpicos de Helsinki 1952 por cuatro deportistas, dos hombres y dos mujeres, que compitieron en natación.
El equipo olímpico hongkonés no obtuvo ninguna medalla en estos Juegos.